# جيل جونسون
جيل جونسون (بالسويدية: Jill Johnson)‏ (و. 1973  م) هي مغنية، وكاتبة غنائية، من السويد، ولدت في انجلهولم، شاركت في مسابقة الأغنية الأوروبية 1998، والسويد في مسابقة الأغنية الأوروبية 2003 ‏، وSå mycket bättre, season 7 ‏.

## وصلات خارجية
- جيل جونسون على موقع IMDb (الإنجليزية)
- جيل جونسون على موقع ميوزك برينز (الإنجليزية)
- جيل جونسون على موقع أول ميوزيك (الإنجليزية)
- جيل جونسون على موقع ديسكوغز (الإنجليزية)
- جيل جونسون على موقع قاعدة بيانات الفيلم (الإنجليزية)